# Makalamabedi
Makalamabedi est une ville du Botswana.